# Cătălin Carp
Cătălin Carp (n. 20 octombrie 1993, Chișinău, Republica Moldova) este un fotbalist moldovean și român liber de contract, care joacă pe post de mijlocaș. Pe plan internațional, are prezențe la națională pentru Moldova U-19, Moldova U-21 și Republica Moldova.

## Cariera de club
Cătălin Carp a început să joace la școala de fotbal a clubului Zimbru Chișinău. Și-a făcut junioratul în Ucraina, la clubul Șahtior Donețk.
În ianuarie 2012 el a semnat cu contract profesionist pe 3 ani cu Dinamo Kiev, însă nu a fost inclus în echipa principală, jucând doar la echipa secundă a clubului, în 23 de partide.
În septembrie 2014, la vârsta de 20 de ani, Cătălin Carp s-a transferat la CFR Cluj, semnând un contract pe trei sezoane. Pe 30 octombrie, acesta a debutat oficial pentru CFR, într-un meci din Cupa României contra FC Rapid București. Carp a fost introdus în ultimul sfert de oră la scorul de 1-0 pentru Rapid, iar în timpul rămas CFR a marcat de două ori, al doilea gol fiind înscris în minutul 87 din pasa decisivă a lui Cătălin Carp. Pentru CFR Cluj, Carp a evoluat în 17 partide de Liga I și în trei de Cupa României.
Pe 20 iulie 2015 Cătălin Carp a semnat un contract pe patru sezoane cu Steaua București, devenind primul moldovean din istorie care a ajuns să joace la Steaua. El a debutat la Steaua pe 25 iulie 2015, chiar în următorul meci al echipei, cu CFR Cluj, încheiat la egalitate 1–1. Fiind titular contra fostei lui echipe, Carp a jucat 56 de minute, după care a fost înlocuit în teren de Jean Sony Alcénat. După ce a jucat în total doar 9 meciuri de campionat la Steaua în sezonul 2015–2016, Cătălin Carp s-a transferat la FC Viitorul., cu care a câștigat campionatul României.

## Cariera internațională
Pe 14 august 2013 Cătălin Carp a debutat la echipa națională de fotbal a Moldovei într-un meci amical contra naționalei Andorrei. El a marcat primul său gol la națională într-un meci amical din 14 februarie 2015, contra naționalei României, deschizând scorul în minutul 9, ca până la finalul meciului Moldova să cedeze cu scorul de 1–2.

## Titluri
| Sezon     | Club               | Titlu                   |  |
| --------- | ------------------ | ----------------------- |  |
| 2014-2015 | CFR Cluj           | Locul 3,Liga 1(România) |  |
| 2015-2016 | Steaua București   | Locul 2,Liga 1(România) |  |
| 2016-2017 | Viitorul Constanța | Locul 1,Liga 1(România) |  |

Cu CFR Cluj, Cătălin a obținut  bronzul în ediția 2014-2015 a Ligii 1 ( România),iar în anul următor cu Steaua București se clasează pe locul 2 în campionatul 2015-2016 Liga 1(România). Cu Viitorul Constanța, Cătălin Carp devine campion a României, ediția 2016-2017 Liga 1.